# Parteienstaat
Ein „Parteienstaat“ ist ein Staat, in dem die durch imperatives Mandat an ihre Parteien gebundenen Abgeordneten („Fraktionsdisziplin“) im Parlament die bereits in Ausschüssen oder Parteikonferenzen getroffenen Entscheidungen ratifizieren. Er wird gedeutet als Ergebnis eines unumkehrbaren Strukturwandels vom liberal-repräsentativen parlamentarischen System – der Parteiendemokratie, wie sie in den meisten westlichen repräsentativen Demokratien vorherrscht – zur parteienstaatlichen Massendemokratie. Damit geht der Charakter der völlig selbstständigen Willensbildung und Entscheidungsfindung im Parlament verloren.
Der bei Leibholz positiv konnotierte Begriff „Parteienstaat“ ist „seit Neuerem pejorativ eingefärbt“ und wird von Kritikern wie Arnim mit einem überdehnten Einfluss der Parteien, einer parteipolitischen Durchdringung des öffentlichen Dienstes („Der Staat als Beute“) und einer wuchernden Parteienfinanzierung („Selbstbedienung“) durch den Staat verbunden.

## Erläuterung
Der Parteienstaat wird zum vollständigen Parteienstaat, wenn sich alle Staatsgewalten – Legislative, Exekutive und Judikative – ausschließlich in den Händen formierter gesellschaftlicher Kräfte wie der politischen Parteien befinden. Diese Art eines Gesellschaftssystems wird auch „Parteienherrschaft“ genannt.
Der Parteienstaat ist Gegenstand rechtspolitischer Erörterungen. Der Rechtswissenschaftler Martin Morlok fragt: „Sind wir von der Mitwirkung der politischen Parteien zu einem andere politische Einwirkungsmöglichkeiten absorbierenden Alleinvertretungsanspruch der Parteien gekommen, der darüber hinaus die Rechtsbindung der staatlichen Gewalt in manchen Bereichen zu unterminieren droht und Züge einer Selbstermächtigung der Parteien trägt, wird gar der Staat zur Beute der Parteien?“ Der Politikwissenschaftler Richard Stöss diskutiert die Frage, ob sich die Parteien im Zuge der Legalisierung des Parteienstaates durch das Grundgesetz „eine verfassungsrechtliche bedenkliche oder gar verfassungswidrige Machtstellung gesichert“ hätten. Stöss hebt hervor, dass der Begriff „Parteienstaat“ für eine „staatsbezogene und parteizentrierte Willensbildung“ stehe, während der Begriff „Parteiendemokratie“ zum Ausdruck bringe, dass die Parteien zwar für den Prozess der politischen Willensbildung unverzichtbar seien, der Prozess der Willensbildung aber nicht von den Parteien monopolisiert werden dürfe und dieser auch nicht allein auf den Staat gerichtet sei. Klaus Schlaich plädiert dafür, dass sich die Staatsrechtler von dem Begriff „Parteienstaat“ verabschieden sollten. Denn dieser Begriff beschreibe die „Okkupation des Staatlichen und des Gemeinwohls durch die Parteien [...] Und er legitimiert diese Okkupation, die die politischen Parteien zwar ganz natürlicherweise ständig anstreben, die das Verfassungsrecht aber ebenso permanent abwehren muß.“ Bundespräsident Richard von Weizsäcker hielt am Begriff Parteienstaat fest, monierte aber, dass die Parteien „einen immer weitergehenden, zum Teil völlig beherrschenden Einfluß entwickelt“ hätten, der verfassungsrechtlich so nicht vorgesehen sei. Der Politikwissenschaftler Josef Schmid kritisiert, die Parteien, die eigentlich eine „intermediäre“ Stellung zwischen Staat und Gesellschaft einnehmen sollten, seien „eher Teil des Staates, als dass sie noch zwischen diesem und der Gesellschaft vermitteln“. Für diese These führt er an, dass die Parteien von staatlichen Ressourcen und Privilegien profitierten, zentralisiert sind, von Berufspolitikern getragen werden und sich Regierung und Opposition arrangiert hätten. Zu den bekanntesten Kritikern des sogenannten Parteienstaats zählt, bereits seit den 1980er Jahren, der deutsche Verfassungsrechtler Hans Herbert von Arnim.

### Begriffsgeschichte
Der Begriff des Parteienstaats wurde zu Beginn der Weimarer Republik als polemisches Schlagwort gegen die demokratischen Entwicklungen in Deutschland verwendet. Der Parteienstaat galt als schlechte Alternative zur konstitutionellen Monarchie und dem damit verbundenen deutschen Beamtenstaat. Carl Schmitt sah darin einen „gefährlichen Pluralismus“ und befürwortete ideologisch einen Übergang zum Führerstaat. Die „Überwindung“ des Parteienstaates und des Parlamentarismus war eine der Zielsetzungen des aufstrebenden Nationalsozialismus. Dies ging so weit, dass anfänglich auch die Selbstauflösung der NSDAP als Partei und deren Umwandlung in einen „politischen Orden“ zur Führerauslese selbst in Kreisen um Hermann Göring und dem Reichsministerium des Inneren erwogen wurde. Dies trug dazu bei, dass später die Bedeutung der Ernennung Adolf Hitlers zum Reichskanzler gefährlich unterschätzt wurde. Die Angst seiner Unterstützer und Sympathisanten vor einem „Rückfall in den Parlamentarismus“ begünstige die folgende Abschaffung institutioneller Beschränkungen und die Bildung des Kabinetts der nationalen Konzentration.
Gerhard Leibholz verstand den „Parteienstaat“ als eine „rationalisierte Erscheinungsform der plebiszitären Demokratie oder [...] ein Surrogat der direkten Demokratie im modernen Flächenstaat“. Zusätzliche plebiszitäre Elemente sah Leibholz als entbehrlich an.
In der Bundesrepublik Deutschland erfuhr der Begriff angesichts der totalitären Erfahrungen des Nationalsozialismus sehr bald eine positive Bewertung. Das deutsche Parteiengesetz (1967) deklarierte u. a. dauerhafte Mitwirkung an der „politischen Willensbildung des Volkes“ als gesellschaftliche Kernaufgabe der in Konkurrenz stehenden Parteien. Aufgrund der Zersplitterung der Parteien in der Weimarer Republik gab es nach 1945 teilweise Bedenken, ein zu großes Parteiensystem könne erneut die Regierungsfähigkeit beeinträchtigen, weshalb in den 50er und 60er Jahren auch ein Mehrheitswahlrecht mit einem Zweiparteiensystem nach britischem oder amerikanischem Vorbild erwogen und diskutiert wurde. Die Einführung einer Sperrklausel („5-Prozent-Hürde“) trug dazu bei, diese Bedenken zu entkräften und stärkte Akzeptanz und Vertrauen der Wähler und Funktionseliten in den parlamentarischen Parteienstaat.
Das heutige Verständnis des Parteienstaats entspricht nach Ansicht Alf Mintzels nicht mehr der Parteienstaatstheorie von Leipholz. Der demokratische Parteienstaat definiere sich vielmehr weit gefasst als „gesellschaftliche und politische Konfliktregelung, in welcher eine Mehrzahl dem Anspruch nach demokratisch organisierter und orientierter politischer Parteien sowohl im Bereich gesellschaftlicher Interessenvermittlung als auch im Bereich staatlicher Entscheidung und Steuerung eine dominante und zentrale Rolle einnehmen“.
Teilweise wird dem System heute eine ausgeprägte Selbstbedienungsmentalität der Parteien und Parteipolitisierung des Beamtentums nachgesagt, zudem die Bildung eines Kartells der Parteieliten – eine „politische Klasse“, die nur aus selbstsüchtigen Gründen an der Systemerhaltung interessiert ist. Dies kann als „Verfallserscheinung der Republik“ und als demokratiewidriges Emporkommen eines fast „absolutistischen Caesarismus des oder der Parteiführer“ gedeutet werden.
In Deutschland werden der Marsch der Parteien durch die Institutionen des Staates und die Parteienfinanzierung häufig kritisch betrachtet. Ebenso in Österreich, wo Parteien Funktionäre in zahlreiche halbamtliche Interessenvertretungen delegieren (Austrokorporatismus). In der Schweiz hingegen ist diese Ausprägung durch die starken direktdemokratischen Elemente viel schwächer, wobei sie aber insbesondere bei Richterwahlen in Form des sogenannten Parteienproporzes doch auch stark verwurzelt ist und zunehmend kritisiert wird.

### Gegensätzliche Systeme
Kein Parteienstaat, sondern dessen Gegenteil wäre ein absoluter Staat mit Begleiterscheinungen wie Dominanz staatlicher Bürokratie wie im Beamtenstaat oder Bürokratenstaat. Auch eine streng basisdemokratisch organisierte Räterepublik, eine Demarchie oder eine Diktatur kann ohne Parteien auskommen.